# Ékcsőrű fahágó
Az ékcsőrű fahágó (Glyphorynchus spirurus) a madarak (Aves) osztályának verébalakúak (Passeriformes) rendjébe, valamint a fazekasmadár-félék (Furnariidae) családjába tartozó Glyphorynchus nem egyetlen faja.

## Rendszerezése
A fajt Louis Pierre Vieillot francia ornitológus írta le 1819-ben, a Neops nembe  Neops spirurus néven, innen helyezték jelenlegi nemébe.

## Alfajai
- Glyphorynchus spirurus albigularis Chapman, 1923
- Glyphorynchus spirurus amacurensis Phelps & W. H. Phelps Jr, 1952
- Glyphorynchus spirurus castelnaudii Des Murs, 1856
- Glyphorynchus spirurus coronobscurus Phelps & W. H. Phelps Jr, 1955
- Glyphorynchus spirurus cuneatus (Lichtenstein, 1820)
- Glyphorynchus spirurus inornatus Zimmer, 1934
- Glyphorynchus spirurus integratus Zimmer, 1946
- Glyphorynchus spirurus pallidulus Wetmore, 1970
- Glyphorynchus spirurus paraensis Pinto, 1974
- Glyphorynchus spirurus pectoralis P. L. Sclater & Salvin, 1860
- Glyphorynchus spirurus rufigularis Zimmer, 1934
- Glyphorynchus spirurus spirurus (Vieillot, 1819)
- Glyphorynchus spirurus sublestus J. L. Peters, 1929
- Glyphorynchus spirurus subrufescens Todd, 1948[2]

## Előfordulása
Mexikó, Belize, Costa Rica, Guatemala, Honduras, Nicaragua, Panama, Bolívia, Brazília, Ecuador, Francia Guyana, Guyana, Kolumbia, Peru, Suriname és Venezuela területén honos.
Természetes élőhelyei a szubtrópusi és trópusi síkvidéki és hegyi esőerdők, mocsári erdők és cserjések, valamint ültetvények. Állandó, nem vonuló faj.

## Megjelenése
Testhossza 16 centiméter.
|  |

## Életmódja
Főleg ízeltlábúakkal táplálkozik, de néha növényi anyagokat is fogyaszt.

## Természetvédelmi helyzete
Az elterjedési területe rendkívül nagy, egyedszáma viszont csökken, de még nem éri el a kritikus szintet. A Természetvédelmi Világszövetség Vörös listáján nem fenyegetett fajként szerepel.

## További információ
- Képek az interneten a fajról
- Xeno-canto.org - a faj elterjedése és hangja